# Медвежий кенгуру
Медвежий кенгуру (лат. Dendrolagus ursinus) — сумчатое млекопитающее семейства кенгуровых.
Этот вид является эндемиком острова Новая Гвинея, где его ареал ограничивается полуостровом Вогелкоп и, возможно, Фафа. Это редкий вид, который за последние 60—70 лет потерял значительную часть местообитаний. Живёт в горных тропических лесах, хотя исторически жил в равнинных лесах. Диапазон распространения по высоте — от 1000 до 2000 метров над уровнем моря, но есть исторические записи проживания около уровня моря. Окраска меха сверху черноватого, коричневатого или серого, а снизу белого или жёлто-бурого цвета.
Этот вид находится под угрозой из-за охоты местного населения ради еды и из-за потери среды обитания путём перевода лесов в сельскохозяйственные угодья. Проживает в одном охраняемом районе.